# Llano Bonito
Llano Bonito es un corregimiento del distrito de Chitré en la provincia de Herrera, República de Panamá. La población tiene 9.798 habitantes (2010).